# Sonate K. 101
La sonate K. 101 (F.59/L.494) en la majeur est une œuvre pour clavier du compositeur italien Domenico Scarlatti.

## Présentation
La sonate K. 101, en la majeur, est notée Allegro. Cette sonate ainsi que les deux suivantes exploitent un même objet technique : les arpèges et les gammes rapides. Les K. 101 et 103 ont toutes deux des motifs très volubiles.

## Manuscrits
Le manuscrit principal est le numéro 3 du volume XV (Ms. 9771) de Venise (1749), copié pour Maria Barbara ; les autres sont Parme III 26 (Ms. A. G. 31408), Münster V 37 (Sant Hs 3968) et Vienne A 29 (VII 28011 A) et G 33 (VII 28011 G). Une copie figure à Cambridge (GB-Cfm), manuscrit Fitzwilliam, ms. 32 F 13 (no 8) copié en 1772 et deux autres à Saragosse (E-Zac), source 2, ms. B-2 Ms. 31, fos 15v-17r, no 8 et source 3 (1750-1751), ms. B-2 Ms. 32, fos 51v-53r, no 26 (1751–1752).

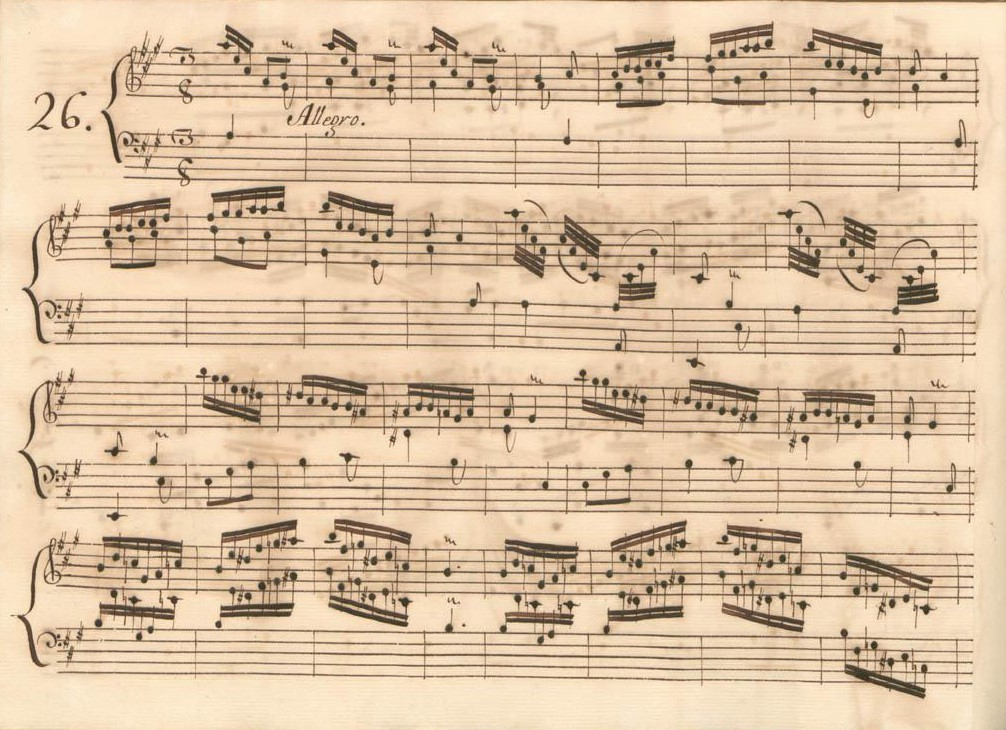
Parme III 26.
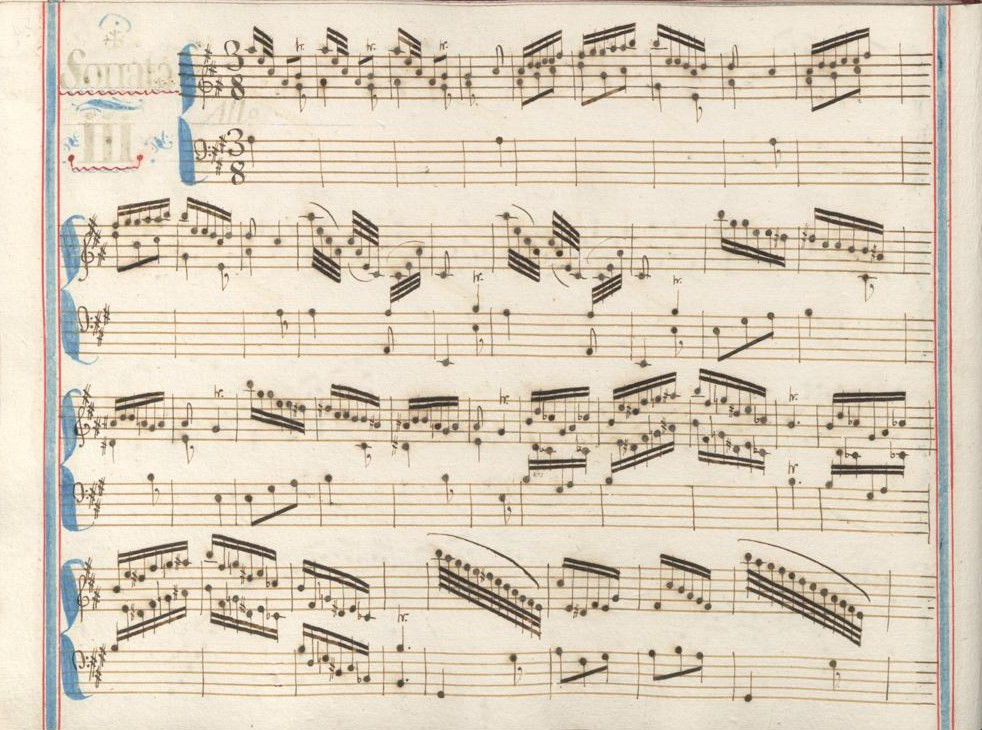
Venise XV 3.
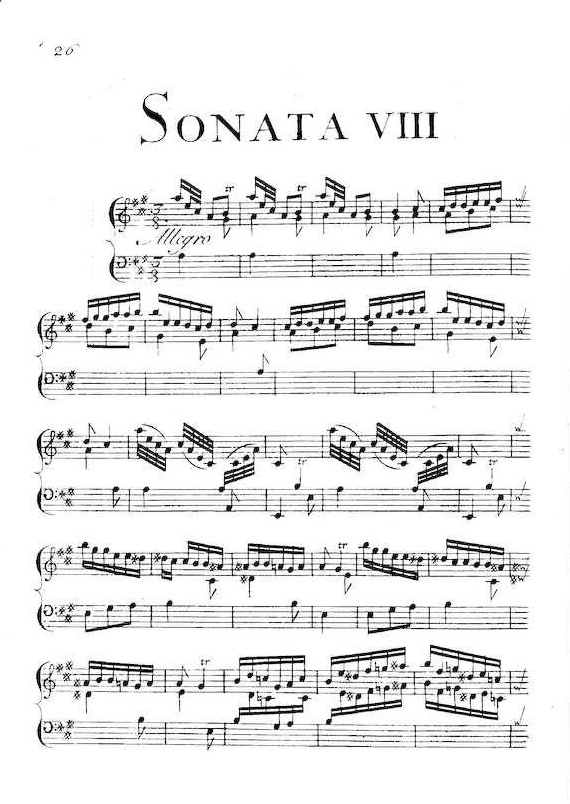
Édition Londres, 1752.

## Interprètes
La sonate K. 101 est défendue au piano, notamment par Vladimir Horowitz (concert 1967, Sony et 1981, RCA), Soyeon Lee (2006, Naxos, vol. 8), Carlo Grante (2013, Music & Arts, vol. 4) et Margherita Torretta (14-16 avril 2019, Academy Productions) ; au clavecin par Scott Ross (1985, Erato), Richard Lester (2005, Nimbus, vol. 6) et Pieter-Jan Belder (Brilliant Classics, vol. 3).
Teodoro Anzellotti l'interprète à l'accordéon (2001, Winter & Winter) et Marco Ruggeri (2006, MV Cremona) à l'orgue.

## Sources
: document utilisé comme source pour la rédaction de cet article.
- Ralph Kirkpatrick (trad. de l'anglais par Dennis Collins), Domenico Scarlatti, Paris, Lattès, coll. « Musique et Musiciens », 1982 (1re éd. 1953 (en)), 493 p. (ISBN 978-2-7096-0118-4, OCLC 954954205, BNF 34689181).
- Alain de Chambure, « Domenico Scarlatti : Intégrale des sonates — Scott Ross », Erato (2564-62092-2), 1985 (OCLC 891183737) .
- (es) Celestino Yáñez Navarro (thèse), Nuevas aportaciones para el estudio de las sonatas de Domenico Scarlatti. Los manuscritos del Archivo de Música de las Catedrales de Zaragoza, Université autonome de Barcelone, 2016 (lire en ligne)